# Regione di Naryn
La regione di Naryn (in kirghiso Нарын облусу?, Narın oblusu) è una regione (oblast) del Kirghizistan con capoluogo Naryn; nel suo territorio sono presenti il passo Torugart e i laghi Čatyr-Köl e Songköl.

## Geografia antropica

### Suddivisioni amministrative
La regione è suddivisa in cinque distretti (rajon):
| Distretto   | Capoluogo |
| ----------- | --------- |
| Ak-Talaa    | Baetov    |
| At-Bašy     | At-Bašy   |
| Kočkor      | Kočkor    |
| Tyan'-Shan' | Naryn     |
| Žumgal      | Čaek      |

## Economia

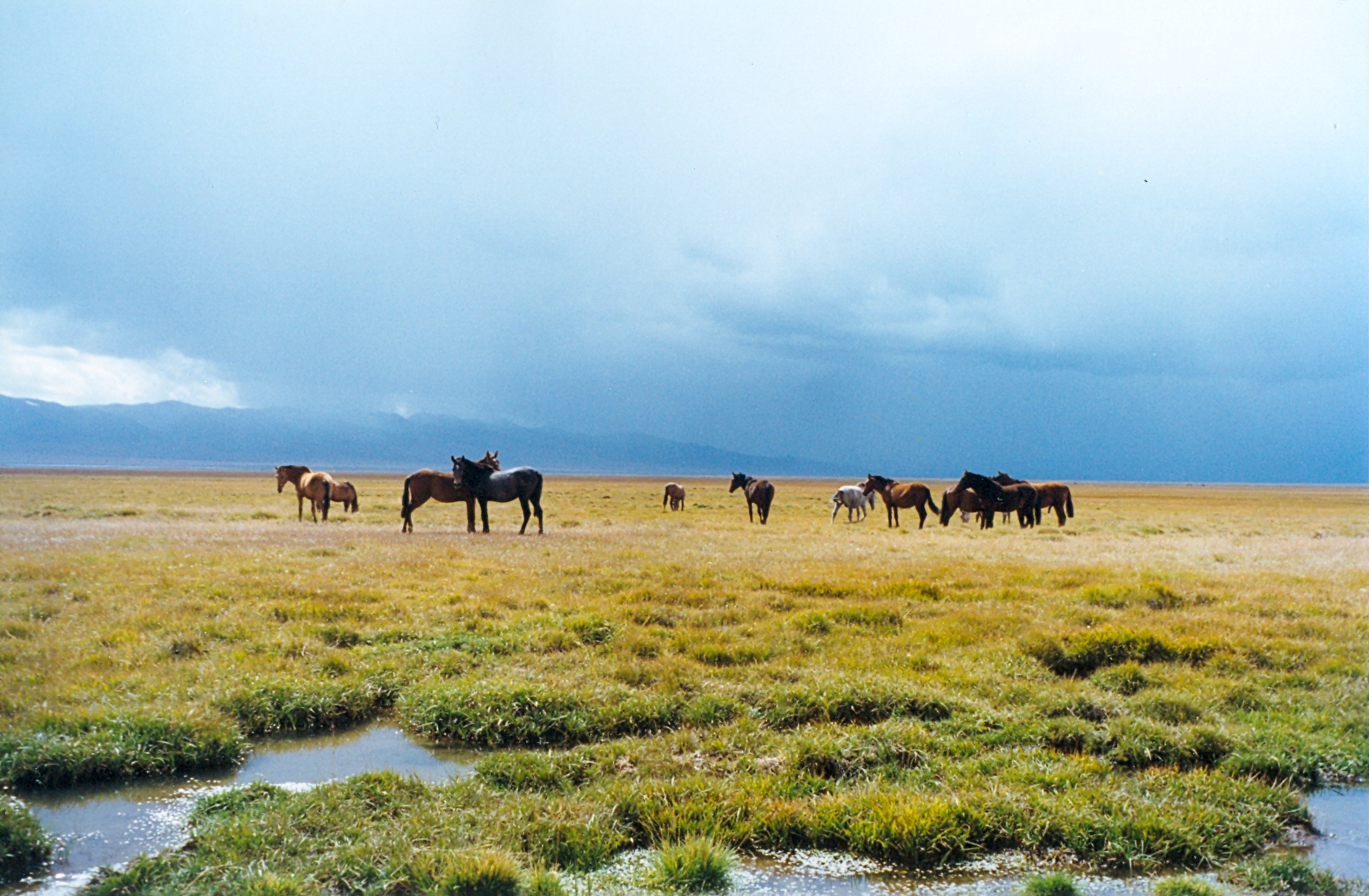
Cavalli che pascolano nei pressi del lago Son-Kul

La popolazione della regione, quasi interamente (98%) di etnia chighisa, si dedica perlopiù alla pastorizia (pecore, cavalli, yak) dai quali vengono ricavati soprattutto lana e carne. L'attività estrattiva, sviluppata durante l'era sovietica è stata in gran parte abbandonata perché antieconomica.
Oggi questo oblast è considerato come il più povero del Kirghizistan.

## Vie di trasporto
La regione di Naryn è attraversata dalla strada che porta da Biškek al passo Torugart, questa è al giorno d'oggi la principale via di comunicazione che collega la Cina al Kirghizistan.